# Opisthoxia miletia
Opisthoxia miletia är en fjärilsart som beskrevs av Druce 1892. Opisthoxia miletia ingår i släktet Opisthoxia och familjen mätare. Inga underarter finns listade i Catalogue of Life.